# Men - Tyva Men
Men – Tyva Men (en tuvà: Мен - Тыва Мен; rus: Я - Тувинец) és l'himne de la República de Tuvà. Fou compost per Olonbayar Gantomir amb lletra de Bayantsagaan Oohiy. Fou adoptat com a oficial pel Gran Khural l'11 d'agost de 2011. Reemplaçà el previ Tooruktug Dolgay Tangdym.